# Andreas Steinbach
Andreas Steinbach (Dusambé, URSS, 7 de julio de 1965) es un deportista alemán que compitió en lucha grecorromana. Ganó tres medallas en el Campeonato Europeo de Lucha entre los años 1989 y 1992.
Participó en dos Juegos Olímpicos de Verano, ocupando el quinto lugar en Seúl 1988 y el quinto lugar en Barcelona 1992.

## Palmarés internacional
| Representando a la RFA   |                          |                   |           |
| Campeonato Europeo       |                          |                   |           |
| Año                      | Lugar                    | Medalla           | Categoría |
| 1989                     | Oulu (Finlandia)         | Medalla de bronce | 90 kg     |
| Representando a Alemania |                          |                   |           |
| Campeonato Europeo       |                          |                   |           |
| Año                      | Lugar                    | Medalla           | Categoría |
| 1991                     | Aschaffenburg (Alemania) | Medalla de plata  | 100 kg    |
| 1992                     | Copenhague (Dinamarca)   | Medalla de bronce | 100 kg    |